# Impasse des Anglais
Ne doit pas être confondu avec Rue des Anglais.
Cet article possède des paronymes, voir Chemin des Anglais, Promenade des Anglais et Autoroute des Anglais.
L’impasse des Anglais est une voie publique du XIXe arrondissement de Paris. 

## Origine du nom
L'origine du nom n'est indiquée dans aucun des ouvrages consultés.

## Historique
Cette voie est une très vieille ruelle qui existait déjà au XIIIe siècle et qui porte son nom actuel depuis environ 1550. 
Ne pas confondre cette impasse avec l'ancienne « impasse des Anglais » devenue « impasse Beaubourg », située dans le 3e arrondissement de Paris.

## Sources et références
1. ↑  « Impasse des Anglais », www.parisrues.com.